# 도리
도리(道理)의 일반 사전적인 의미는 사람이 어떤 입장에서 마땅히 행하여야 할 바른 길을 뜻한다. 불교에서, 도리(道理)는 온갖 사물의 존재와 변화에는 준거하는 법칙 또는 이치(理致: 사물의 정당한 조리)가 있다는 것을 말하며, 또한 이러한 법칙 또는 이치에 대한 사유 방법을 말한다.
《해심밀경》·《유가사지론》 등의 대승불교 경전과 논서에 따르면, 관대도리(觀待道理) · 작용도리(作用道理) · 증성도리(證成道理) · 법이도리(法爾道理)의 4종도리(四種道理) 또는 4도리(四道理)가 있다.
《유가사지론》 제52권에 따르면, 4종도리는 대승불교의 유식유가행파와 법상종의 5위 100법의 법체계에서 심불상응행법(心不相應行法: 24가지) 가운데 상응(相應)의 4종류이다. 상응의 종류로 4가지 도리가 있다는 것은 사물의 현재의 존재 모습은 이들 4가지 도리 즉 법칙과 상응했기 때문에 이루어진 것이고 또한 미래의 변화된 모습의 존재와 변화는 이들 4가지 법칙과 상응할 때 이루어진다는 것을 뜻한다.

## 4종도리

### 관대도리
관대도리(觀待道理)의 문자 그대로의 뜻은 '관하여 상대(相待: 서로를 기다림)하는 도리'로, 상대도리(相待道理: 서로를 기다리는 도리)라고도 한다.
모든 행위[行] 또는 현상[行]은 필요한 여러 가지 인연을 기다리다가[觀待, 相待] 그것들이 갖추어질 때 비로소 발생한다는 것을 말한다. 예를 들면, 씨앗과 계절과 물과 밭이라는 인연이 갖추어질 때 씨앗의 발아가 일어나는 것이 관대도리에 속한다. 대승불교의 여러 경전과 논서들에 따른 관대도리의 정의는 다음과 같다.

#### 해심밀경
《해심밀경》 제5권에 따르면, 관대도리(觀待道理)는 인(因)이나 혹은 연(緣)이 능히 모든 행(行: 유위법)을 생겨나게 하며 또한 해당 행(行: 유위법)에  따르는 말[隨說] 즉 관련된 개념도 일으키는 것을 말한다. 전통적인 용어로는, 행(行: 유위법)을 소전의 법(所詮의 法), 수설(隨說: 따르는 말)을 능전의 명(能詮의 名)이라고 한다.

#### 유가사지론
《유가사지론》 제30권에서는, 이치를 깊이 생각하는 것[尋思於理]에 대해 정의하면서 관대도리(觀待道理)를 비롯한 4종도리를 간접적으로 언급하고 있다.
《유가사지론》  제30권에 따르면, 이치를 깊이 생각하는 것[尋思於理]이란 관대도리 · 작용도리 · 증성도리 · 법이도리의 4종도리를 바르게 깊이 생각하는 것[正尋思四種道理]이다. 그리고 관대도리를 바르게 깊이 생각하는 것이란, 관대도리에 의거하여 세속(世俗: 유위법, 속제)을 깊이 생각함으로써 세속이 세속인 것을 알고 인정하며[尋思世俗以為世俗], 관대도리에 의거하여 승의(勝義: 무위법, 진제)를 깊이 생각함으로써 승의가 승의인 것을 알고 인정하며[尋思勝義以為勝義], 관대도리에 의거하여 인연(因緣: 연기법)을 깊이 생각함으로써 인연이 인연인 것을 알고 인정하는[尋思因緣以為因緣] 것이다.
이처럼 《유가사지론》에서는 관대도리를 직접적으로 정의하고 있지 않으며, 다만 그것에 대해 유추할 수 있는 간접적인 언급을 제공하고 있다.

### 작용도리
작용도리(作用道理)의 문자 그대로의 뜻은 '작용하는 도리'로, 인과도리(因果道理: 인과의 도리)라고도 한다.
모든 현상[行] 즉 결과[果]는 인연[因]이 작용 상태에 있음에 의해 성립된다는 것을 말한다. 예를 들어, 안식(眼識)이 어떤 사물을 요별하는 현상[行] 즉 안식의 작용(作用)은 안근(眼根)이 안식의 소의(所依)가 됨으로써 안근이 근(根)으로서의 작용 상태에 있기 때문이며 또한 이와 동시에 해당 사물 즉 색경(色境)이 안식의 소연(所緣)이 되어 경(境)으로서의 작용 상태에 있기 때문에 발생한다. 근(根) · 경(境) · 식(識)의 이러한 법칙적 관계는 작용도리에 속한다.

### 증성도리
증성도리(證成道理)의 문자 그대로의 뜻은 '깨달음 즉 깨침을 이루는 도리'로, 인성도리(因成道理: [깨침의] 원인을 이루는 도리) 또는 성취도리(成就道理: [깨침을] 성취[할 수 있게]하는 도리)라고도 한다.
제행무상(諸行無常) · 제법무아(諸法無我) 등과 같이 현량(現量) · 비량(比量) · 성교량(聖教量)에 의거하여 증명되는 도리를 말한다.

### 법이도리
법이도리(法爾道理)의 문자 그대로의 뜻은 '법이 그러한 도리'로, 법연도리(法然道理: 법이 그러한 도리)라고도 한다.
여래가 세상에 나오건 나오지 않건, 그것에 상관없이 언제나 우주[法界]에 항상 존재하는 법칙을 말한다. 태어남이 있으면 반드시 죽음이 있고, 인(因)이 있으면 반드시 과(果)가 있으며, 불은 사물을 태우고, 물은 사물을 젖게 하고 불려서 문드러지게 하는 것과 같은 자연한 법칙을 말한다.
인과법 또는 연기법, 즉 유전연기와 환멸연기가 대표적인 법이도리이다. 이와 관련하여, 불교의 인과법칙인 연기법(緣起法)에 대해, 고타마 붓다는 《잡아함경》 제12권 제299경 〈연기법경(緣起法經)〉에서 연기법은 자신이나 다른 깨달은 이[如來]가 만들어 낸 것이 아니며 법계(우주)에 본래부터 항상 존재하는[常住] 법칙[法]이라고 말하고 있다. 그리고 이들 여래(如來: 문자 그대로는 '진리[如]로부터 온[來] 자' 또는 '진리와 같아진[如] 후, 즉 진리와 하나가 된[如] 후, 즉 완전히 깨달은[如] 후 다른 사람들을 돕기 위해 세상으로 나온[來] 자')들은 이 우주 법칙을 완전히 깨달은 후에 다른 이들도 자신처럼 이 우주 법칙을 완전히 깨달을 수 있도록 돕기 위해 그것을 12연기설 등의 형태로, 즉 아직 완전한 깨달음에 이르지 못한 사람들도 이해할 수 있고 사용할 수 있는 형태로 세상에 드러낸 것일 뿐이라고 말하고 있다.
有異比丘來詣佛所。稽首禮足。退坐一面。白佛言。

世尊。謂緣起法為世尊作。為餘人作耶。　

佛告比丘。緣起法者。非我所作。亦非餘人作。然彼如來出世及未出世。法界常住。

彼如來自覺此法。成等正覺。為諸眾生分別演說。開發顯示。

所謂此有故彼有。此起故彼起。謂緣無明行。乃至純大苦聚集。無明滅故行滅。乃至純大苦聚滅。
— 《잡아함경》 제12권 제299경 〈연기법경(緣起法經)〉. 한문본

이 때 어떤 비구가 고타마 붓다가 있는 곳에 나아가 머리를 조아려 그 발에 예배하고 한쪽에 물러나 앉아서 고타마 붓다에게 물었다.

"세존이시여, 이른바 연기법(緣起法)은 당신께서 만든 것입니까? 아니면 다른 깨달은 이[餘人]가 만든 것입니까?"

고타마 붓다는 그 비구에게 답하였다.

"연기법은 내가 만든 것[所作]도 아니요, 또한 다른 깨달은 이[餘人]가 만든 것[所作]도 아니다. 그러므로 연기법은 저들[彼] 여래들[如來]이 세상에 출현하거나 세상에 출현하지 않거나 항상 법계(法界)에 존재한다[常住].

저들[彼] 여래들[如來]은 이 [우주적인] 법칙[法]을 스스로 깨달아 완전한 깨달음[等正覺]을 이룬다. 그런 뒤에, 모든 중생들을 위해 [이 우주 법칙을 중생들도 이해하고 사용할 수 있는 여러 형태로] 분별해 연설하고[分別演說] [중생들에게] 드러내어 보인다[開發顯示].

말하자면, [나의 경우에는 12연기설의 형태로 이 우주 법칙을 분별해 연설하고 드러내어 보이는데, 나는] '이것이 있기 때문에 저것이 있고, 이것이 일어나기 때문에 저것이 일어난다'고 말하고, '무명을 인연하여 행이 있고 ……(내지)…… 완전 괴로움뿐인 큰 무더기[純大苦聚, 즉 5취온]가 발생하며, 무명이 소멸하기 때문에 행이 소멸하고 ……(내지)…… 완전 괴로움뿐인 큰 무더기[純大苦聚, 즉 5취온]가 소멸한다'고 말한다."
— 《잡아함경》 제12권 제299경 〈연기법경(緣起法經)〉. 한글본

## 참고 문헌
- 곽철환 (2003). 《시공 불교사전》. 시공사 / 네이버 지식백과. |title=에 외부 링크가 있음 (도움말)
- 무착 지음, 현장 한역, 이한정 번역 (K.572, T.1605). 《대승아비달마집론》. 한글대장경 검색시스템 - 전자불전연구소 / 동국역경원. K.572(16-157), T.1605(31-663). |title=에 외부 링크가 있음 (도움말)
- 미륵 지음, 현장 한역, 강명희 번역 (K.614, T.1579). 《유가사지론》. 한글대장경 검색시스템 - 전자불전연구소 / 동국역경원. K.570(15-465), T.1579(30-279). |title=에 외부 링크가 있음 (도움말)
- 안혜 지음, 현장 한역, 이한정 번역 (K.576, T.1605). 《대승아비달마잡집론》. 한글대장경 검색시스템 - 전자불전연구소 / 동국역경원. K.576(16-228), T.1606(31-694). |title=에 외부 링크가 있음 (도움말)
- 현장 한역, 김달진 번역 (K.154, T.676). 《해심밀경》. 한글대장경 검색시스템 - 전자불전연구소 / 동국역경원. K.154(10-709), T.676(16-688). |title=에 외부 링크가 있음 (도움말)
- 운허.  동국역경원 편집, 편집. 《불교 사전》. |title=에 외부 링크가 있음 (도움말)
- (중국어) 무착 조, 현장 한역 (T.1605). 《대승아비달마집론(大乘阿毘達磨集論)》. 대정신수대장경. T31, No. 1605, CBETA. |title=에 외부 링크가 있음 (도움말)
- (중국어) 미륵 조, 현장 한역 (T.1579). 《유가사지론(瑜伽師地論)》. 대정신수대장경. T30, No. 1579. CBETA. |title=에 외부 링크가 있음 (도움말)
- (중국어) 星雲. 《佛光大辭典(불광대사전)》 3판. |title=에 외부 링크가 있음 (도움말)
- (중국어) 안혜 조, 현장 한역 (T.1606). 《대승아비달마잡집론(大乘阿毘達磨雜集論)》. 대정신수대장경. T31, No. 1606, CBETA. |title=에 외부 링크가 있음 (도움말)
- (중국어) 현장 한역 (T.1563). 《해심밀경(解深蜜經)》. 대정신수대장경. T16, No. 676, CBETA. |title=에 외부 링크가 있음 (도움말)